# Çakmaklı, Kocaali
Çakmaklı là một xã thuộc huyện Kocaali, tỉnh Sakarya, Thổ Nhĩ Kỳ. Dân số thời điểm năm 2008 là 163 người.